# Achyranthes talbotii
Achyranthes talbotii är en amarantväxtart som beskrevs av John Hutchinson och John McEwan Dalziel. Achyranthes talbotii ingår i släktet Achyranthes och familjen amarantväxter. Inga underarter finns listade i Catalogue of Life.